# Нелюбино (Вологодская область)
Нелюбино — деревня в Тотемском районе Вологодской области.
Входит в состав Пятовского сельского поселения, с точки зрения административно-территориального деления — в Пятовский сельсовет.
Расположена на правом берегу реки Еденьга. Расстояние по автодороге до районного центра Тотьмы — 5 км, до центра муниципального образования деревни Пятовская — 6 км. Ближайшие населённые пункты — Княжая, Лесниково, Малая Семёновская, Чаловская.
По переписи 2002 года население — 33 человека (14 мужчин, 19 женщин). Всё население — русские.